# غورو ياماغوتشي
 غورو ياماغوتشي (26 فبراير 1933 – 3 كانون الثاني / يناير 1999) هو عازف ياباني لناي شاكوهاتشي (ناي عمودي من الخيزران).  كان موسيقيا معروفا عالميا بأسلوبه وأداءه المتميز. خلال إقامته بويسليان ، قام بتسجيله الأول في الولايات المتحدة.  وقامت ناسا بوضع التسجيل على  سجل المسافر الذهبي الذي تم إرساله إلى الفضاء.

## مقتطفات صوتية
- مقتطفات قصيرة من قبل ياماغوتشي

## روابط خارجية
- غورو ياماغوتشي على موقع IMDb (الإنجليزية)
- غورو ياماغوتشي على موقع ميوزك برينز (الإنجليزية)
- غورو ياماغوتشي على موقع ديسكوغز (الإنجليزية)